# Irura pulchra
Irura pulchra är en spindelart som beskrevs av Peckham, Peckham 1901. Irura pulchra ingår i släktet Irura och familjen hoppspindlar. Inga underarter finns listade i Catalogue of Life.